# 勇山文継
勇山 文継（いさやま の ふみつぐ）は、平安時代初期の貴族・漢詩人。氏姓は勇山（無姓）のち勇山連、安野宿禰。官位は従四位下・東宮学士。

## 出自
勇山氏は山部の一種である膽狭山部・不知山部 の後裔で、『新撰姓氏録』によると、饒速日命の三世孫にあたる出雲醜大使主命の末裔とされ、物部氏の一族とも考えられる。しかし、『日本後紀』の賜姓記事 において、連の姓を与えられる以前の姓に関する記載がないことから、それ以前は姓を持たなかったと見られており、実際には白丁（庶民あるいはそれに近い身分）の出身であったと考えられている。

## 経歴
河内国の人物。その前半生は不明であるが、その後の経歴から当時白丁の子弟でも入学が許されていた大学寮の文章生出身であったとされている。
弘仁元年（810年）に同族の勇山家継・真継らと共に勇山連の姓を賜与される（この時の位階は従八位下）。間もなく従六位下・紀伝博士に叙任。翌弘仁2年（811年）外従五位下に叙せられると、紀伝博士在任のまま、大学助と相模権掾を兼務した。弘仁6年（815年）家継らと共に本貫が平安京右京に移される。弘仁7年（816年）嵯峨天皇に『史記』を進講した功績により内位の従五位下に叙せられた。その後、勇山連から安野宿禰に改姓。嵯峨朝末の弘仁14年（823年）従五位上に昇叙される。
淳和朝に入ると、天長3年（826年）正五位下、翌天長4年（827年）従四位下と急速に昇進、またこの間に皇太子・正良親王（のち仁明天皇）の東宮学士にも任ぜられている。天長5年（828年）10月26日卒去。享年56。最終官位は東宮学士従四位下。
漢詩人として、勅撰漢詩集三集（『凌雲集』『文華秀麗集』『経国集』）のいずれにも撰者を務めており、中でも『文華秀麗集』『経国集』には1首ずつ漢詩（七言律詩）作品が採録されている。

## 官歴
『日本後紀』による。
- 時期不詳：従八位下
- 弘仁元年（810年） 10月21日：無姓から連姓に改姓
- 時期不詳：従六位下。紀伝博士
- 弘仁2年（811年） 正月29日：外従五位下（越階）。2月13日：兼相模権掾。2月20日：兼大学助
- 弘仁6年（815年） 7月2日：河内国から右京へ移貫
- 弘仁7年（816年） 6月15日：従五位下（嵯峨天皇への『史記』進講の労）
- 時期不詳：勇山連から安野宿禰に改姓
- 弘仁14年（823年） 正月7日：従五位上
- 時期不詳：東宮学士
- 天長3年（826年） 正月7日：正五位下
- 天長4年（827年） 8月9日：従四位下
- 天長5年（828年） 10月26日：卒去（東宮学士従四位下）